# Thermoakustik
Die Thermoakustik ist ein Spezialgebiet der Akustik und Thermodynamik, welches sich mit thermischen Vorgängen und damit in Verbindung stehenden akustischen Wellen beschäftigt. Die Thermoakustik beruht auf dem thermoakustischen Effekt, bei dem thermische Energie in Schwingungsenergie eines gasförmigen Mediums umgewandelt wird bzw. diese Schwingungsenergie in thermische Energie. Durch die Schwingungen des Mediums entstehen Druckänderungen, die unmittelbare thermodynamische Zustandsänderungen zur Folge haben.

## Geschichte
Eine möglicherweise erstmalige Beschreibungen des mit der Thermoakustik zusammenhängenden Effekts geht auf Bryan Higgins aus dem Jahre 1777 zurück. Er ließ eine Wasserstoffflamme in einem Glasrohr brennen. Die inhomogene Temperatur in der Glaswand soll zur Anregung deutlich hörbarer Schallwellen geführt haben, die von Higgins als „singende Flammen“ bezeichnet wurden.
Im Jahre 1859 stellte P. L. Rijke den nach ihm benannten Aufbau des Rijke-Rohres vor, in dem die Gasflamme gegen ein beheiztes Drahtgitter ausgetauscht wurde.
Die erste physikalische Erklärung geht auf Lord J.W.S. Rayleigh zurück. Er beschrieb den Effekt 1878 und 1896 jedoch nur qualitativ. In dieser Zeit wurde auch das Thermophon, ein meist elektrisch betriebener thermisch-akustischer Wandler, entwickelt und untersucht.
Erst durch den Mathematiker N. Rott wurde in den Jahren 1969 bis 1978 in einer Reihe von Veröffentlichungen der Effekt auch quantitativ beschrieben. Rott bediente sich dabei elementarer Grundgesetze der Physik und Modellen der Fluiddynamik und Thermodynamik. Die Theorie wurde in den Jahren 1972 bis 1974 an der ETH Zürich verifiziert. Auf Grund der Arbeiten von Rott erlangte die Thermoakustik seit etwa 1980 ein weltweit hohes Interesse. Aktuelle Forschungs- und Entwicklungsarbeiten beschäftigen sich u. a. mit Kältemaschinen, die auf Basis des thermoakustischen Effektes arbeiten.

## Anwendungen
- Kältetechnik[2]

- Verbrennungsprozesse[3][4]

- Sensorik[5]